# Gothic II
Gothic II – fabularna gra akcji, kontynuacja gry Gothic stworzona przez studio Piranha Bytes w 2002 roku. Gra została wydana przez JoWooD Entertainment, a polskim dystrybutorem gry została firma CD Projekt.

## Fabuła
Fabuła Gothica II kontynuuje tę znaną z pierwszej części gry. Bezimienny bohater zostaje w magiczny sposób wyciągnięty spod gruzów Świątyni Śniącego – miejsca ostatniej batalii Gothica. Zbawcą jest nekromanta Xardas, który już na początku informuje o nowym zagrożeniu, jakie pojawiło się na wyspie Khorinis. Tym razem wyspa stała się celem potężnych istot – smoków, wezwanych przez Śniącego w chwili jego wygnania, a które stoją na czele armii ciemności.

## Rozgrywka
Gothic II oferuje ogromny świat. Składa się on z trzech dużych lokacji, jakimi są okolice miasta portowego Khorinis, Górnicza Dolina oraz jedna z czterech świątyń boga ciemności Beliara, zwana Dworem Irdorath. W dodatku Gothic II: Noc Kruka pojawia się także Jarkendar. Pierwsza z nich to miejsce pełne gęstych lasów, polan, jaskiń. Trzeba jednak uważać, bo wbrew pozorom nie jest tam całkiem bezpiecznie. Kolejna lokacja to znana nam z pierwszej części gry Górnicza Dolina, zwana do niedawna Kolonią Karną. Prezentuje ona krajobraz całkowitego zniszczenia i spustoszenia. Z kolei Dwór Irdorath to miejsce tajemnicze i pełne grozy. Zapomniana Dolina Budowniczych, czyli Jarkendar, jest miejscem bardzo zróżnicowanym – znajdują się tu bagna, pustynie, plaże, płaskowyże i głębokie, malownicze doliny.

## Wersja polska
Wersja polska: Start International Polska i T-REX na zlecenie CD Projekt
Reżyseria: Joanna Wizmur i Andrzej Precigs
Głosu użyczyli:
- Jacek Mikołajczak – Bezimienny
- Tomasz Marzecki – Xardas, Onar, Kardif, Ignaz, Ramirez, Zuris, Właściciel gospody, Fernando, Jack, Cord, Hyglas, Gorax
- Adam Bauman – Diego, Lares, Bosper, Pyrokar, Dexter, Matteo, Borka, Atilla, Jesper, Sentenza, Alrik, Lehmar, Canthar, Coragon, Khaled, Sylvio, Pedro, Gestath
- Piotr Bąk – Gorn, Harad, Pablo, Hakon, Mika, Ehnim, Bodo, Opolos, Rukhar
- Jarosław Boberek – Milten, Pepe, Wambo, Rupert, Valentino, Hodges, Ulf, Dar, Niclas, Till, Babo
- Paweł Iwanicki – Lester, Akil, Jergen, Buster, Wilk, Abuyin, Lutero, Igaraz, bandyci
- Jacek Kopczyński – Lee, Lord Hagen, Angar, Bartok, Herold, Brian, Garvell, Elvrich, Henry, Eremita, Brandon, Cronos
- Andrzej Tomecki – Torlof, Sekob, Lothar, Vino, Raoul, Baltram, Wasili, Neoras, bandyta przy wieży Xardasa, Isgaroth, bandyci
- Jarosław Domin – Rengaru, Talbin, Brahim, Bromor, Cipher, Agon, Mario
- Kinga Ilgner – Cassia, Gritta, Elena, Sonja, Nadja, Kati, Hilda, obywatelki
- Przemysław Nikiel – Lord Andre, Nagur, Jora, Malak, Egill, Wilk, Maleth
- Marek Obertyn – Bennet, Thorben, Randolph, Bullko, Rod, Fellan, Halvor, Brutus, Marduk, bandyci, strażnicy miejscy
- Janusz Wituch – Constantino, Sędzia, Bengar, Daron, Gerbrandt, Gunnar, Karras
- Mirosław Zbrojewicz – Ur-Shak, Rangar, Biff, Meldor, najemnicy
- Paweł Szczesny – Lobart, Orlan, Vatras, Carl, Parlan, Balthasar
- Agata Gawrońska-Bauman – Sagitta, Rosi, Thekla, Maria, Lucy, Hanna, Vanja, obywatelki

## Modyfikacje
Do drugiej części sagi Gothic i Nocy Kruka powstały liczne modyfikacje wzbogacające lub zmieniające fabułę. Do największych modyfikacji należą rosyjski Returning oraz niemieckie produkcje Piratenleben i Odyseja – W imieniu króla, z czego dwie pierwsze są dostępne również w spolszczonych wersjach. Jednymi z największych polskich modyfikacji są Kroniki Myrtany: Archolos, Złote Wrota stworzone przez Złote Wrota Team oraz Przeznaczenie, którego twórcami jest Destiny Team.

## Odbiór gry
Gothic II został przyjęty pozytywnie przez recenzentów gier komputerowych, uzyskując średnią z ocen wynoszącą 79 na 100 punktów w agregatorze Metacritic oraz 79,04% wg serwisu GameRankings. Redaktor serwisu Gry-Online, Artur Okoń, przyznał grze ocenę 9/10 chwaląc oprawę graficzną i ścieżkę dźwiękową produkcji oraz jej wciągającą fabułę. Recenzenci zachodnich serwisów o grach komputerowych, IGN oraz GameSpot, przyznali odpowiednio oceny 8/10 oraz 8,1/10.